# Ehrhardt E-V/4
Ehrhardt E-V/4 — одна из первых моделей немецких бронеавтомобилей. Они использовались в Германии для несения полицейской службы практически до начала Второй мировой войны. Экипаж такой машины составлял 8-9 человек, сам броневик весил примерно 9 тонн и мог нести до трёх пулемётов.

## Разработка
Самые первые немецкие бронеавтомобили представляли собой шасси больших автомашин и грузовиков; на них устанавливались направленные в небо орудия, которые использовались против воздушных шаров наблюдения. Они носили название Ballon Abwehr Kanonen (BAK). Массово такие автомобили не производились.
Потенциал бронеавтомобилей в мобильных военных действиях наглядно показали бельгийцы, на вооружении которых в Первую мировую войну стояли броневики «Минерва». Немецкая пехота и кавалерия страдала от налётов этих машин, и немецкое командование приняло решение создать собственный бронеавтомобиль. Оно заказало разработку прототипов сразу трём автомобильным компаниям — Ehrhardt, Daimler и Büssing.
Все три прототипа (Ehrhardt E/V-4, Daimler model 1915 и Büssing A5P) были разработаны в течение 1915 года. В отличие от бельгийских броневиков, созданных на основе обычных автомобилей, немецкие машины были массивными и тяжёлыми. Они располагали экипажем в 8-10 человек, минимум тремя пулемётами и бронёй до 9 мм. Броневик фирмы «Эрхардт» под обозначением E/V-4 был построен в городе Целла-Мелис (Тюрингия). В передней части машины располагался двигатель, защищённый бронёй, за ним находился массивный корпус с фиксированной башней. Броневик был обшит катаными плитами производства Friedrich Krupp AG. Отличительными особенностями E/V-4 были спаренные задние колёса, полный привод, 12 передач (по 6 в переднем и заднем направлении).

## Применение

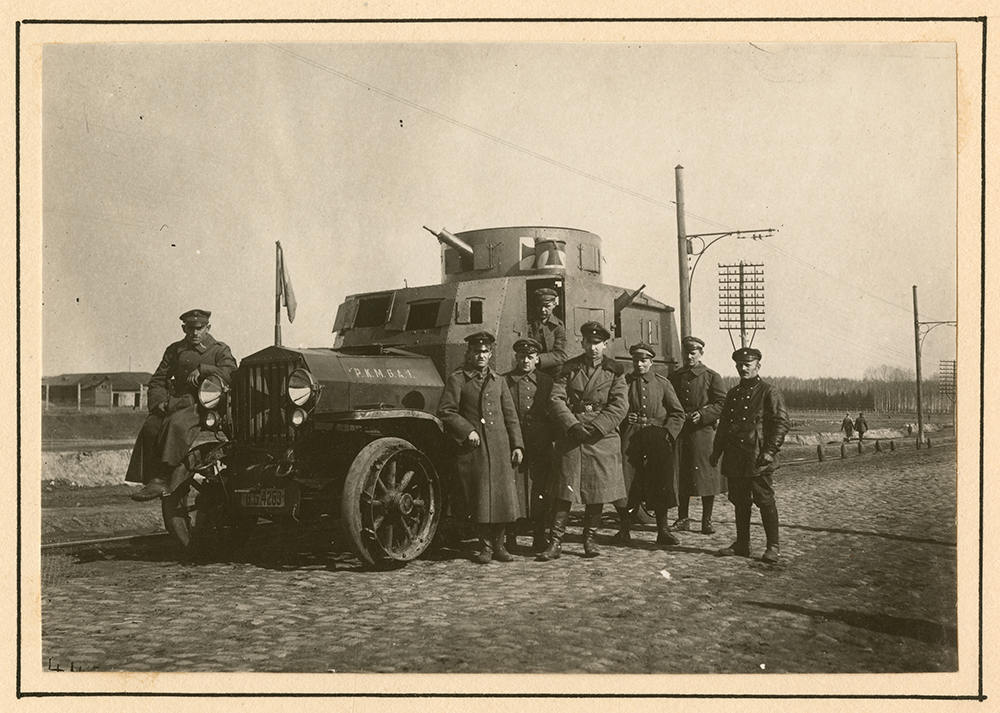
Украина, 1918 год. Фото Feldflieger-Abteilung 27

Вместе с несколькими импровизированными броневиками три прототипа были соединены в один отряд и посланы сперва на Балтику, а затем на Западный фронт. Там они не принесли серьёзной пользы, так как война приняла позиционный характер, и броневики не могли использовать своё основное преимущество — мобильность. Осенью 1916 года броневики были посланы на румынский фронт, где образовали отряд MG-Zug 1 при кавалерийском корпусе Шметтова. Немецкая армия продолжала ощущать нехватку броневиков, и в 1917 году компания Ehrhardt получила заказ ещё на 12 машин. Эти броневики, получившие обозначение M 1917, были несколько усовершенствованы: башню сделали вращающейся, а дно машины и фары защитили дополнительной бронёй. Тем не менее общий вес машины удалось снизить на 1,72 тонны.
Броневики новой модификации вместе с трофейными бельгийскими «Минервами» были направлены на Восточный фронт, где были образованы взводы, включавшие по два M 1917 и несколько вспомогательных машин. «Эрхардты» активно участвовали в боях на румынском и украинском фронтах вплоть до конца 1917 года. После этого они были переброшены в Эльзас и на итальянский фронт; часть машин приняла участие в весеннем наступлении немцев в 1918 году. После войны уцелевшие броневики вернулись в Германию, где использовались для несения полицейской службы (в частности, при подавлении бунтов). В этом качестве они оказались настолько эффективны, что до 1919 года было заказано и произведено ещё 20 штук с обозначением M 1919 (без радиостанций и с бронёй более низкого качества). Часть этих машин была взята на вооружение фрайкором, другие были переданы странам Антанты. Во время силезских восстаний броневиками, в том числе «Эрхардтами», пользовались обе стороны; трофейный Ehrhardt M 1917 состоял на вооружении польской армии до 1928 года. На полицейской службе немцы использовали эти машины практически до Второй мировой войны.